# Sirtuine
Le sirtuine o proteine Sir2 costituiscono una classe di proteine ad attività enzimatica; operano come istone deacetilasi o mono-ribosiltransferasi. Le sirtuine regolano importanti vie metaboliche nei procarioti e negli eucarioti. Il nome deriva da un gene del lievito di silenziamento regolatorio, implicato nella regolazione dello sviluppo cellulare.
Le sirtuine mediano fenomeni quali l'invecchiamento, la regolazione della trascrizione, l'apoptosi, la resistenza allo stress e influiscono peraltro sull'efficienza energetica e la vigilanza durante le situazioni a basso introito calorico (restrizione calorica).
Nel lievito, Sir2 e solo alcune delle altre sirtuine sono proteine deacetilasiche. A differenza di altre deacetilasi note, che semplicemente idrolizzano i residui di acetil-lisina, la sirtuina media coppie di reazioni di deacetilazione della lisina e di idrolisi del NAD, che producono O-acetil-ADP-ribosio, substrato deacetilato e nicotinamide, inibitori dell'attività sirtuine. La catalisi di reazioni NAD-dipendenti vincola l'attività di questi enzimi allo stato energetico della cellula.

## Storia
La ricerca sulle sirtuine ha avuto inizio nel 1991 con Leonard Guarente del MIT. È noto che i mammiferi possiedono sette sirtuine (SIRT1-7), che occupano diversi compartimenti subcellulari: nel nucleo le SIRT1, 2, 6 e 7, nel citoplasma le SIRT1 e 2 e nei mitocondri le SIRT3, 4 e 5.
Uno dei gruppi di ricerca al mondo più attivi nello studio delle sirtuine è stato negli anni il gruppo di David A. Sinclair presso il Laboratory of Clinical Investigation, National Institute on Aging, National Institutes of Health, Biomedical Research Center, di Baltimora.

## Tipi
Le sirtuine sono classificate in base alla loro sequenza di aminoacidi. I procarioti sono in classe U. La prima sirtuina è stata individuata nel lievito (un eucariote inferiore) ed è stata chiamata Sir2. Nei mammiferi, più complessi, ci sono sette enzimi noti che agiscono sulla regolazione cellulare, come fa la sir2 nel lievito. Questi geni sono indicati come appartenenti a classi diverse, a seconda della loro struttura sequenza di aminoacidi.
| Classe | Sottoclasse | Specie   | Specie                       | Specie | Specie | Intracellulare localizzazione | Attività                               | Funzione                         |
| Classe | Sottoclasse | Batterio | Lievito                      | Topo   | Uomo   | Intracellulare localizzazione | Attività                               | Funzione                         |
| ------ | ----------- | -------- | ---------------------------- | ------ | ------ | ----------------------------- | -------------------------------------- | -------------------------------- |
| I      | a           |          | Sir2 or Sir2p, Hst1 or Hst1p | Sirt1  | SIRT1  | nucleo, citoplasma            | deacetilasi                            | metabolismo infiammazione        |
| I      | b           |          | Hst2 or Hst2p                | Sirt2  | SIRT2  | citoplasma                    | deacetilasi                            | ciclo cellulare tumorigenesi     |
| I      | b           |          |                              | Sirt3  | SIRT3  | nucleolo e mitocondrio        | deacetilasi                            | metabolismo                      |
| I      | c           |          | Hst3 or Hst3p, Hst4 or Hst4p |        |        |                               |                                        |                                  |
| II     |             |          |                              | Sirt4  | SIRT4  | mitocondrio                   | ADP-ribosil transferasi                | secrezione di insulina           |
| III    |             |          |                              | Sirt5  | SIRT5  | mitocondrio                   | deacetilasi                            | detossificazione dell'ammonio    |
| IV     | a           |          |                              | Sirt6  | SIRT6  | nucleo                        | ADP-ribosil transferasi e deacetilasi  | riparazione del DNA, metabolismo |
| IV     | b           |          |                              | Sirt7  | SIRT7  | nucleolo                      | sconosciuto                            | rDNA trascrizione                |
| U      |             | cobB     |                              |        |        |                               | regulazione della acetil-CoA sintetasi | metabolismo                      |

## Ruolo fisiologico
L'attività delle sirtuine è inibita dalla nicotinamide, che si lega al sito di uno specifico recettore, per questo motivo si ipotizza che i farmaci che interferiscono con questa associazione potrebbero aumentare le naturali attività biologiche delle sirtuine. Lo sviluppo di nuovi agenti che bloccano specificamente il sito di legame della nicotinamide potrebbero fornire una strategia terapeutica per lo sviluppo di nuovi agenti per il trattamento di malattie degenerative come il cancro, l'Alzheimer, il diabete, l'aterosclerosi, e la gotta.

### Malattia di Alzheimer
La SIRT1 deacetilasi e i coattivatori del recettore beta dell'acido retinoico fanno aumentare l'espressione dell'alfa-secretasi (ADAM10). Inoltre, l'alfa-secretasi, a sua volta sopprime la produzione di beta-amiloide, che è notoriamente aumentata nelle malattia di Alzheimer, ed inoltre, l'ADAM10 attiva la SIRT1 che induce la via di segnalazione Notch, nota per la capacità di riparare i danni neuronali nel cervello.

### Diabete
Le sirtuine sono state proposte come un obiettivo (target) farmacologico per il trattamento del diabete mellito di tipo II.

### Invecchiamento
Gli studi preliminari con il resveratrolo, una fitoalexina che è nota essere un possibile attivatore della SIRT1, hanno portato alcuni scienziati ad ipotizzare che questo potrebbe estendere la durata della vita. Tuttavia, questa ipotesi non è ancora stata confermata in esperimenti su organismi modello superiori (mammiferi).
La ricerca su colture cellulari umane riferite al comportamento delle sirtuine SIRT1, mostrano che si comportano similmente alle sirtuine del lievito Sir2; infatti si assiste con la SIRT2 alla riparazione del DNA e alla regolazione dei geni che subiscono un'alterazione dell'espressione con l'età. L'aggiunta di resveratrolo nella dieta di topi è in grado di inibire i profili genetici di espressione associate con l'invecchiamento muscolare e alla disfunzione cardiaca legata all'età.

### Riviste

#### Nature
- MD. Hirschey, T. Shimazu; E. Goetzman; E. Jing; B. Schwer; DB. Lombard; CA. Grueter; C. Harris; S. Biddinger; OR. Ilkayeva; RD. Stevens, SIRT3 regulates mitochondrial fatty-acid oxidation by reversible enzyme deacetylation., in Nature, vol. 464, n. 7285, marzo 2010,  pp. 121-5, DOI:10.1038/nature08778, PMID 20203611.
- T. Finkel, CX. Deng; R. Mostoslavsky, Recent progress in the biology and physiology of sirtuins., in Nature, vol. 460, n. 7255, luglio 2009,  pp. 587-91, DOI:10.1038/nature08197, PMID 19641587.
- W. Dang, KK. Steffen; R. Perry; JA. Dorsey; FB. Johnson; A. Shilatifard; M. Kaeberlein; BK. Kennedy; SL. Berger, Histone H4 lysine 16 acetylation regulates cellular lifespan., in Nature, vol. 459, n. 7248, giugno 2009,  pp. 802-7, DOI:10.1038/nature08085, PMID 19516333.
- C. Das, MS. Lucia; KC. Hansen; JK. Tyler, CBP/p300-mediated acetylation of histone H3 on lysine 56., in Nature, vol. 459, n. 7243, maggio 2009,  pp. 113-7, DOI:10.1038/nature07861, PMID 19270680.
- L. Jin, H. Galonek; K. Israelian; W. Choy; M. Morrison; Y. Xia; X. Wang; Y. Xu; Y. Yang; JJ. Smith; E. Hoffmann, Biochemical characterization, localization, and tissue distribution of the longer form of mouse SIRT3., in Protein Sci, vol. 18, n. 3, marzo 2009,  pp. 514-25, DOI:10.1002/pro.50, PMID 19241369.

#### Cell
- M. Van Meter, Z. Mao; V. Gorbunova; A. Seluanov, Sirt6 overexpression induces massive apoptosis in cancer cells but not in normal cells., in Cell Cycle, vol. 10, n. 18, settembre 2011, PMID 21900744.
- DC. Rubinsztein, G. Mariño; G. Kroemer, Autophagy and aging., in Cell, vol. 146, n. 5, settembre 2011,  pp. 682-95, DOI:10.1016/j.cell.2011.07.030, PMID 21884931.

#### PLoS One
- PY. Chuang, Y. Dai; R. Liu; H. He; M. Kretzler; B. Jim; CD. Cohen; JC. He, Alteration of forkhead box o (foxo4) acetylation mediates apoptosis of podocytes in diabetes mellitus., in PLoS One, vol. 6, n. 8, 2011,  pp. e23566, DOI:10.1371/journal.pone.0023566, PMID 21858169.
- LW. Finley, W. Haas; V. Desquiret-Dumas; DC. Wallace; V. Procaccio; SP. Gygi; MC. Haigis, Succinate dehydrogenase is a direct target of sirtuin 3 deacetylase activity., in PLoS One, vol. 6, n. 8, 2011,  pp. e23295, DOI:10.1371/journal.pone.0023295, PMID 21858060.
- M. Cea, D. Soncini; F. Fruscione; L. Raffaghello; A. Garuti; L. Emionite; E. Moran; M. Magnone; G. Zoppoli; D. Reverberi; I. Caffa, Synergistic interactions between HDAC and sirtuin inhibitors in human leukemia cells., in PLoS One, vol. 6, n. 7, 2011,  pp. e22739, DOI:10.1371/journal.pone.0022739, PMID 21818379.
- J. van Loosdregt, D. Brunen; V. Fleskens; CE. Pals; EW. Lam; PJ. Coffer, Rapid temporal control of Foxp3 protein degradation by sirtuin-1., in PLoS One, vol. 6, n. 4, 2011,  pp. e19047, DOI:10.1371/journal.pone.0019047, PMID 21533107.
- S. Akieda-Asai, N. Zaima; K. Ikegami; T. Kahyo; I. Yao; T. Hatanaka; S. Iemura; R. Sugiyama; T. Yokozeki; Y. Eishi; M. Koike, SIRT1 Regulates Thyroid-Stimulating Hormone Release by Enhancing PIP5Kgamma Activity through Deacetylation of Specific Lysine Residues in Mammals., in PLoS One, vol. 5, n. 7, 2010,  pp. e11755, DOI:10.1371/journal.pone.0011755, PMID 20668706.
- N. Nasrin, VK. Kaushik; E. Fortier; D. Wall; KJ. Pearson; R. de Cabo; L. Bordone, JNK1 phosphorylates SIRT1 and promotes its enzymatic activity., in PLoS One, vol. 4, n. 12, 2009,  pp. e8414, DOI:10.1371/journal.pone.0008414, PMID 20027304.

### Testi
- Stanley Leonard Robbins, Vinay Kumar, Abul K. Abbas, Ramzi S. Cotran, Nelson Fausto, Robbins and Cotran pathologic basis of disease, Elsevier srl, 2010,  pp. 41–, ISBN 978-1-4160-3121-5.
- (DE) Georg Löffler, Petro E. Petrides e Peter C. Heinrich, Biochemie und Pathobiochemie, Springer, 17 novembre 2006,  pp. 639–, ISBN 978-3-540-32680-9.
- (DE) Stefan Silbernagl e Florian Lang, Taschenatlas Pathophysiologie, Georg Thieme Verlag, agosto 2009,  pp. 22–, ISBN 978-3-13-102193-9.
- (EN) Edward J. Masoro e Steven N. Austad, Handbook of the Biology of Aging, Academic Press, 16 novembre 2010,  pp. 245–, ISBN 978-0-12-378638-8.
- (EN) Minghan Wang, Metabolic Syndrome: Underlying Mechanisms and Drug Therapies, John Wiley and Sons, 18 aprile 2011,  pp. 455–, ISBN 978-0-470-92271-2.
- (EN) Stephen Bondy, Aging and Age-Related Disorders, Springer, 3 settembre 2010,  pp. 93–, ISBN 978-1-60761-601-6.
- (EN) Gregory M. Fahy, The Future of Aging: Pathways to Human Life Extension, Springer, 30 agosto 2010,  pp. 340–, ISBN 978-90-481-3998-9.
- (EN) Norman S. Wolf, Comparative Biology of Aging, Springer, 6 marzo 2010,  pp. 123–, ISBN 978-90-481-3464-9.
- (EN) Celia Dominguez, Neurodegenerative Diseases, Springer, 6 gennaio 2011,  pp. 17–, ISBN 978-3-642-16757-7.
- (EN) Kewal K. Jain, The Handbook of Neuroprotection, Springer, 6 aprile 2011,  pp. 327–, ISBN 978-1-61779-048-5.
- (EN) Wölfgang Sippl e Manfred Jung, Epigenetic Targets in Drug Discovery, Wiley-VCH, 2009,  pp. 227–, ISBN 978-3-527-32355-5.
- (EN) José Marín-García, Aging and the heart: a post-genomic view, Springer, 19 dicembre 2007,  pp. 433–, ISBN 978-0-387-74071-3.
- (EN) Antonio Giordano e Marcella Macaluso, Cancer Epigenetics: Biomolecular Therapeutics in Human Cancer, Wiley-Blackwell, 4 maggio 2011,  pp. 134–, ISBN 978-1-118-00572-9.
- (EN) Camille Georges Wermuth, The practice of medicinal chemistry, Academic Press, 24 luglio 2008,  pp. 406–, ISBN 978-0-12-374194-3.
- (EN) Victor A. Hirth, Darryl Wieland e Maureen Dever-Bumba, Case-based Geriatrics: A Global Approach, McGraw-Hill Prof Med/Tech, 7 dicembre 2010,  pp. 15–, ISBN 978-0-07-162239-4.